# 印度军事史
印度历史悠久，其军队源于历史上的诸多王朝和欧洲殖民者的军队。自1947年印度独立，1950年共和国建立，印度共和国一直保持庞大的军队。目前，印度武裝部隊是世界第4大武装力量，同时拥有世界最大的准军事组织——印度準軍事部隊。亦是世界上八个拥有核武器的国家之一。

## 1947年之前的印度军事
印度军队历史渊源可以追溯到各王国和土邦的部队，19世纪由英属印度诸省整合为殖民地军队，经历了民族大起义，随后参加了两次世界大战。
印度共和国建国之初的军事力量，主要承接于英属印度。1947年，印巴分治，印度按比例分得和保有英属印度大部分的军事力量。

## 军事体系

### 国防预算
斯德哥尔摩国际和平研究所（SIPRI）2014年年鉴中，印度国防预算为474亿美元，全球第九位，占当年印度国内生产总值的2.5%。预判2045年为6540亿美元，将排世界第三。2018年2月，印度政府公布的年度预算显示，国防开支为620亿美元，已超过英国。但国防开支，占国内生产总值的比重呈下降之势。同时，3/4国防预算用于军人工资、福利。用于武器装备方面的资本支出呈下降态势。在SIPRI2019年年鉴中，印度国防预算已上升至711億美元，增長6.8%，已超過俄國，成為世界第三。SIPRI研究員Siemon Wezeman表示，印度、巴基斯坦和中國間的緊張局勢和競爭，是印度增加國防支出的主要驅動力之一。

### 国防工业

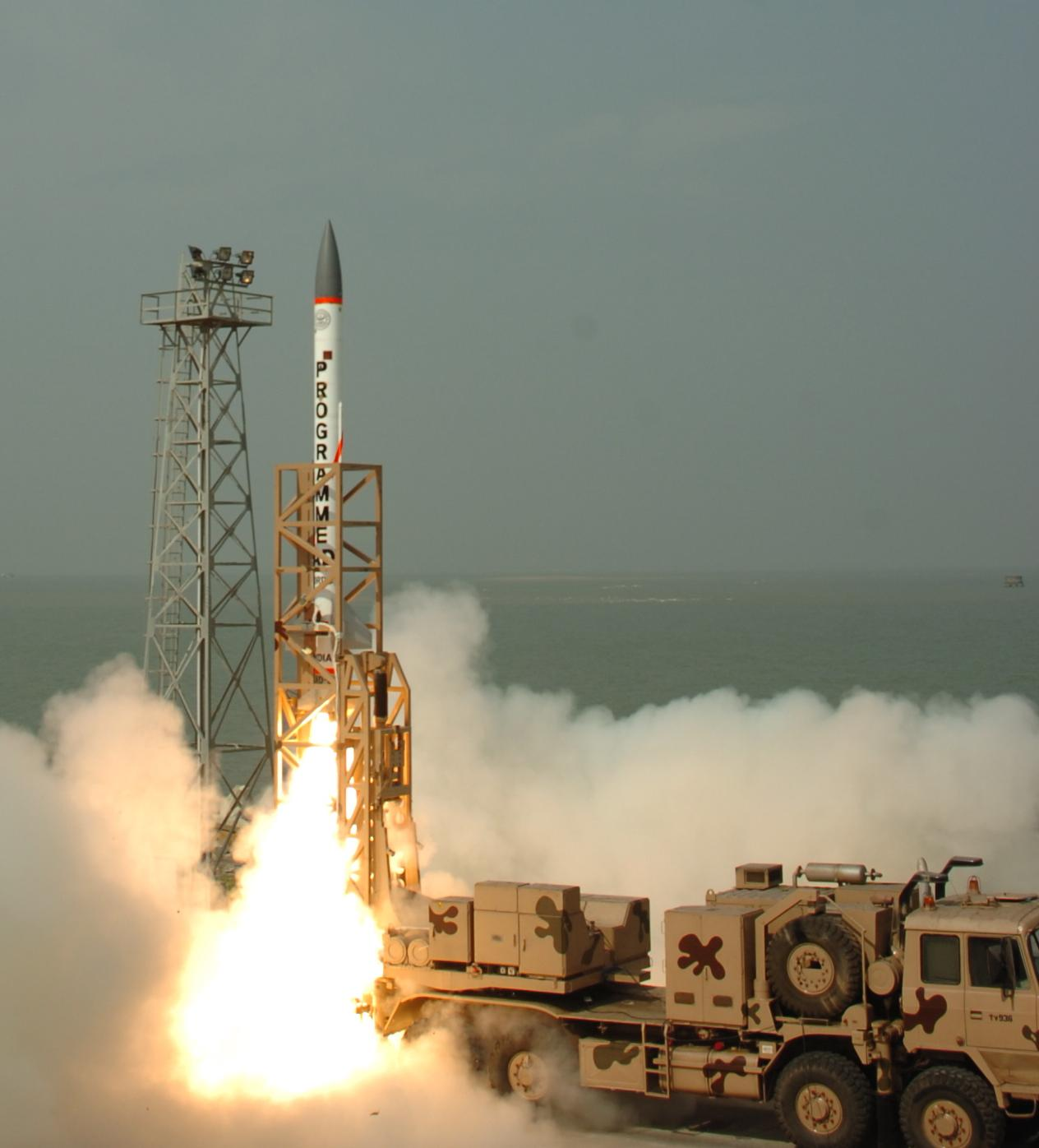
印度研发的先进防空系统（AAD）导弹

印度是武器进口大国，但同时，自身具备齐全的国防工业体系。在某些领域，处于全球领先地位。
1999年，印度开始印度彈道導彈防禦系統計劃。在國防研究及發展組織主导下，该计划获得成功，印度成为世界上第四个成功研制反导系统的国家。

### 大规模杀伤性武器及核武器
1974年5月，印度陆军负责在拉贾斯坦邦进行首次核实验——微笑的佛陀。第二次核实验则在1998年。印度逐步建立起自己的核力量。2003年1月，印度核指挥管理局创建核戰略司令部，负责印度国家的战术和战略核武器储备之管理和行政。

## 与他国冲突

### 与葡萄牙
印度独立后一直要求收回葡属印度，并在1961年出兵果阿，驱逐葡萄牙殖民势力。

### 与巴基斯坦
1947年8月14日、15日，巴基斯坦、印度分别独立，完成印巴分治，但亦开启两国延续至今的纷争。克什米尔地区主权问题，是两国间最大的争议。两国之间爆发三次大规模的印巴战争中，前两次即是围绕克什米尔问题。

### 与中国

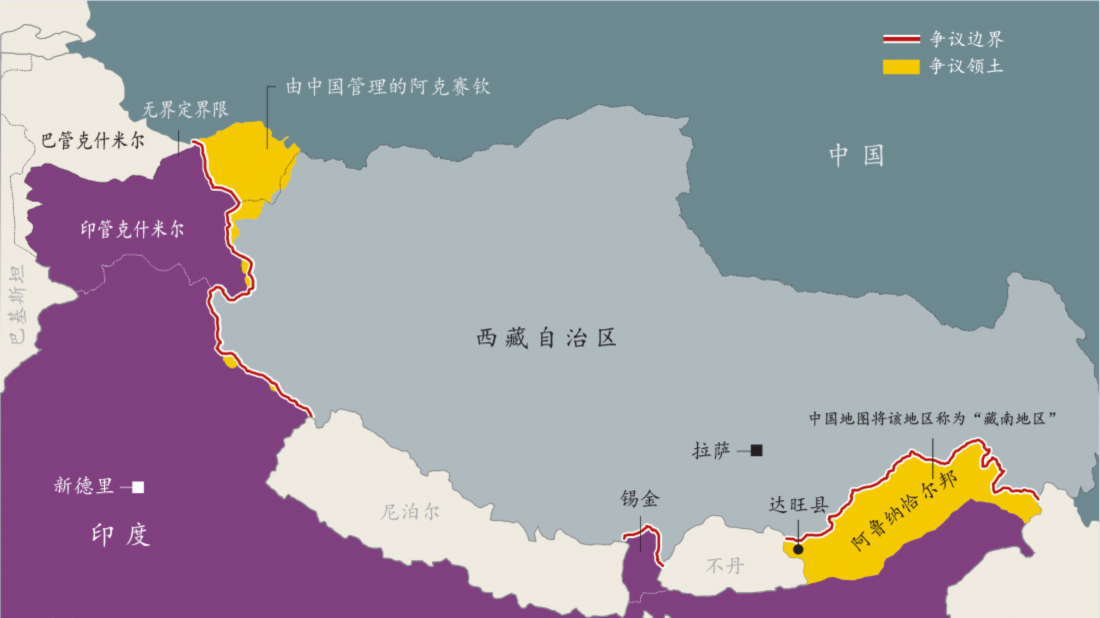
西藏自治区、新疆维吾尔自治区是中印边界上，中国与印度接壤的两个省级行政区

中国共产党在1949年建立中华人民共和国。印度亦在1950年正式建国。中华人民共和国政府及军队在1950年代初进入西藏地区。此前，中华民国政府未能有效管辖的该地区，有认为西藏为事实上独立的状态。1959年，第十四世达赖喇嘛在藏区骚乱后，流亡印度。至今，印度政府仍是西藏独立运动最重要的支持者之一。此后，中华人民共和国政府逐步实现了对西藏直接且有效的管辖。在此期间，中印边界问题进一步加剧。终于在1962年10月，爆发中印边境战争。

## 国内冲突
印度是反政府、分离主义势力活跃的国家。印度东北部冲突自1964年持续至今，尚无结束的迹象。印度的纳萨尔毛派武装也经常袭击印度士兵。

## 境外军事活动

### 不丹
不丹在政治方面受到印度制约，军事方面亦是如此。不丹国内有印度的军事基地，中国与不丹的边界也有印度边防部队参与防卫。

### 联合国行动
印度积极参与联合国维和行动，在刚果危机等行动中起突出作用。